# Малашенко, Елизавета Вячеславовна
Елизавета Вячеславовна Малашенко (род. 26 февраля 1996 года в Тольятти, Россия) — российская гандболистка, игрок клуба «Лада» и сборной России. Серебряный призёр чемпионата Европы 2018 года. Мастер спорта России международного класса.

## Биография
Родилась в Тольятти, где с 7 лет стала заниматься гандболом в СДЮСШОР № 2 «Гандбол», первым тренером был Василий Васильевич Малашенко. Игрок гандбольного клуба «Лада» (Тольятти) до 2017 года. Позже Малашенко пополнила состав «Астраханочки». В сентябре 2022 вернулась в «Ладу».
В составе сборной России Елизавета брала серебро чемпионата Европы-2018 и бронзу чемпионата мира-2019.
Малашенко находится вне игры с мая 2021 года, после тяжёлой травмы колена. Позже гандболистка забеременела и ушла в декрет до сентября 2022 года. Елизавета родила сына в августе.  Являлась студенткой Тольяттинского государственного университета.

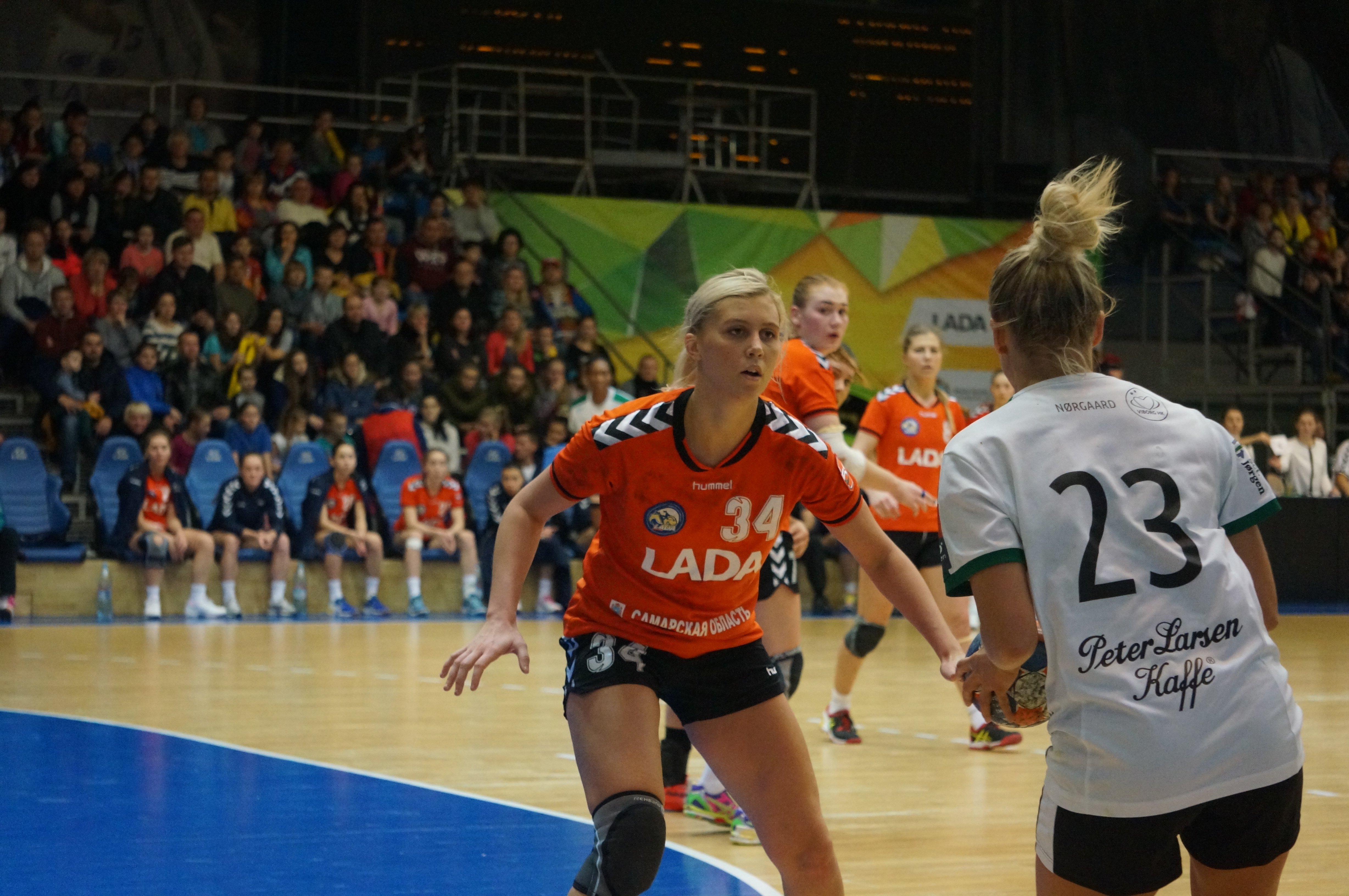
Елизавета Малашенко в обороне в матче Кубка ЕГФ 2016

## Достижения
- Чемпионка Европы среди молодёжи 2013;
- Серебряный призёр чемпионата мира среди молодежи 2014, 2016
- Серебряный призёр чемпионата Европы среди молодежи 2015
- Серебряный призёр и лучший игрок чемпионата Европы среди юниорок 2013
- Серебряный призёр чемпионата России 2014, 2015
- Серебряный призёр Кубка России 2015;
- Бронзовый призёр чемпионата России 2016;
- Бронзовый призёр Кубка России 2013, 2014;
- Обладательница Кубка ЕГФ 2014.